# River Heights (Utah)
Pour les articles homonymes, voir River Heights.
River Heights est une municipalité américaine située dans le comté de Cache en Utah.
Lors du recensement de 2010, sa population est de 1 734 habitants. La municipalité s'étend alors sur une superficie de 0,63 mille carré (1,63 km2).
Fondée en 1882, la localité est d'abord appelée Dry Town. Il s'agit d'une banlieue des villes voisines de Logan et Providence.